# Iridopsis litharia
Iridopsis litharia är en fjärilsart som beskrevs av Achille Guenée 1858. Iridopsis litharia ingår i släktet Iridopsis och familjen mätare. Inga underarter finns listade i Catalogue of Life.